# 日比優理香
日比優理香（日语：／ Hibi Yuriko，10月11日—）是生于日本埼玉縣的女性聲優。Inspion Agency所属。

## 人物
兴趣是唱歌、读书和参观博物馆。特长是唱歌、跳舞、吉他、钢琴和鼓 。

## 演出作品
※粗體字為主要角色。

### 电视动画
2023年
- 肌肉魔法使-MASHLE- （考生、学生[2]）
- 香格里拉·開拓異境～糞作獵手挑戰神作～ （女玩家[3]）

2024年
- 秘密的偶像公主（一條寺櫻[4]）

2025年
- 外星人姆姆（鮫洲美輪[5]）
- #空帕斯：陣地攻防戰（辣妹）
- 秘密的偶像公主 環篇（一條寺櫻[6]）
- 新吊帶襪天使（市民）

### 电子游戏
2023年
- 星球：重啟 （埃琳娜）

2024年
- 秘密的偶像公主 / 星光偶像世界 （櫻） - 2件作品

2025年
- 賽馬娘 Pretty Derby（超常駿驥[7]）
- 百日戰記 -最終防衛學園-（PA系統／廣播語音）

### 旁白
- Fate/Grand Order 「FGO 春季新御主应援活动」（2023年）

## 出典
1. 1 2 3 4 5  . アニメイトタイムズ.   [2024-03-26]. （原始内容存档于2024-05-03）.
2. ↑  . ABEMATIMES (ABEMA).   [2024-03-26]. （原始内容存档于2024-01-20）.
3. ↑  . ABEMATIMES (ABEMA).   [2024-03-26]. （原始内容存档于2024-08-25）.
4. ↑  . コミックナタリー. ナターシャ. 2024-02-21  [2024-03-26]. （原始内容存档于2024-04-13）.
5. ↑  . Comic Natalie. 2024-12-25  [2024-12-25]. （原始内容存档于2024-12-27） （日语）.
6. ↑  . Comic Natalie. 2025-02-27  [2025-02-27]. （原始内容存档于2025-03-22） （日语）.
7. ↑  . Fami通. 2025-02-23  [2025-05-25]. （原始内容存档于2025-05-25） （日语）.